# سيسة غرغ العليا (سبيدار)
سیسة غرغ العلیا (بالفارسية: سیسه گرگ علیا) هي قرية تقع في إيران في قسم سبیدار الريفي. يقدر عدد سكانها بـ 233 نسمة بحسب إحصاء 2016.